# Adexia
Adexia är ett släkte av insekter. Adexia ingår i familjen Flatidae.
Kladogram enligt Catalogue of Life:
| Adexia | \| \| Adexia columbica \| \| \| \| \| \| Adexia erminia \| \| \| \| \| \| Adexia fowleri \| \| \| \| \| \| Adexia melanoneura \| \| \| \| |
|        | \| \| Adexia columbica \| \| \| \| \| \| Adexia erminia \| \| \| \| \| \| Adexia fowleri \| \| \| \| \| \| Adexia melanoneura \| \| \| \| |
|        | Adexia columbica |
|        | |
|        | Adexia erminia |
|        | |
|        | Adexia fowleri |
|        | |
|        | Adexia melanoneura |
|        | |